# Catharina Elmsäter-Svärd
Catharina Sabine Maria Laurine Elmsäter-Svärd, née le 23 novembre 1965 à Södertälje, est une femme politique suédoise, membre des Modérés (MSp) et ministre des Infrastructures entre 2010 et 2014.

## Biographie
Elle commence à travailler comme publicitaire en 1986, puis devient, l'année suivante, directrice d'un hôtel de Södertälje. Diplômée en droit des affaires à RMI-Berghs en 1989, elle est élue au conseil municipal de Södertälje en 1994, et entre trois ans plus tard au Riksdag. En 2008, elle est remplacée au Riksdag par Eliza Roszkowska Öberg et elle est nommée commissaire aux Finances de l'Assemblée du comté de Stockholm. À la suite de la reconduction de l'Alliance pour la Suède lors des élections générales du 19 septembre 2010, elle est choisie comme nouvelle ministre des Infrastructures le 5 octobre.
À la suite de la démission le 29 mars 2012 du ministre de la Défense Sten Tolgfors, Fredrik Reinfeldt la charge d'assurer temporairement les fonctions de ministre de la défense en attendant la nomination d'un nouveau titulaire du portefeuille.
Elle vit à Enhörna, est mariée et a deux enfants.